# بلبل خال‌نارنجی
بلبل خال‌نارنجی (نام علمی: Pycnonotus bimaculatus) گونه‌ای پرنده آوازخوان از تیرهٔ بلبلان از راسته گنجشکسانان است. این گونه بومی جاوه، بالی و سوماترا است.
این گونه در حاشیه جنگل‌ها و مراتع باز در جنگل‌های کوهستانی رشد می‌کند.
میوه‌خوار است.